# Henriette Groenewegen-Frankfort
Henriette Antonia "Jettie" Groenewegen-Frankfort (Rotterdam, 17 december 1896-Kimmeridge, 13 juli 1982) was een Nederlandse archeologe en kunsthistorica gespecialiseerd in het Oude Nabije Oosten.

## Jeugd en opleiding
Groenewegen was een dochter van Hermanus IJsbrand Groenewegen, een remonstrantse dominee, en Henriette Antonia Kollewijn. Zij groeide op in Rotterdam en Leiden. In 1916 verhuisde het gezin naar Amsterdam, waar haar vader tot hoogleraar aan de Universiteit van Amsterdam was benoemd. Groenewegen studeerde Griekse en Chinese filosofie aan de Universiteit van Amsterdam. Hier ontmoette zij haar toekomstige echtgenoot Henri "Hans" Frankfort.
Groenewegen en Frankfort verloofden zich in 1920. In 1921 behaalde Groenewegen het doctoraalexamen filosofie. Frankfort haalde in hetzelfde jaar zijn doctoraalexamen en vervolgde zijn studie in Londen bij William Flinders Petrie. Groenewegen vergezelde hem; zij werkte in het British Museum en als lerares Frans op een meisjesschool aan de zuidkust van Engeland. Na Frankfort's deelname aan de opgravingen van Petrie in Qaw el-Kebir (Egypte) trouwden ze op 31 december 1923. Vervolgens bracht het echtpaar een jaar door in Athene aan de British School at Athens, waar Frankfort aan zijn proefschrift werkte.

## Archeologische carrière
Van 1925 tot 1938 werkten de echtgenoten samen op archeologische expedities in het Nabije Oosten. In deze periode verdiepte Groenewegen zich intensief in oud-Egyptische en Mesopotamische kunst. Vanaf 1925 leidde Frankfort verschillende opgravingen voor de Britse Egypt Exploration Society. Groenewegen werkte bij deze opgravingen als kampleider en archeoloog. Van 1929 tot 1937 werkte het echtpaar ook bij de jaarlijkse expedities van de Oriental Institute van de Universiteit van Chicago in Irak. Zij deden opgravingen in het gebied van de Diyala (rivier) en in de Assyrische stad Chorsabad. In oktober 1931 was Frankfort door ziekte niet in staat het opgravingsseizoen in Irak te openen; in zijn plaats begon Groenewegen de expeditie, en Frankfort voegde zich er zes weken later bij. Buiten het opgravingsseizoen gaf Frankfort les aan het Warburg Institute in Londen. Het echtpaar woonde in Hampstead en had contacten onder de Britse avant-garde. In 1929 werd hun zoon Johannes Benjamin ("Jon") geboren.
De expeditie in Irak stopte in 1937 vanwege de crisis van de jaren 1930. Groenewegen en Frankfort verhuisden in 1938 naar Kimmeridge (Dorset). Groenewegen werkte in de beginjaren van de Tweede Wereldoorlog 1939-1940 voor het Rode Kruis in Europa, terwijl haar echtgenoot doceerde aan de Universiteit van Chicago. In 1941 voegde zij zich bij haar gezin in Chicago. Groenewegen organiseerde bij de Universiteit van Chicago een serie lezingen over het wereldbeeld van de mens in de oudheid. De lezingen, gegeven door de archeologen John Albert Wilson (1899-1976), Thorkild Jacobsen (1904-1993) en William A. Irwin (1884-1967), resulteerden in de publicatie Intellectual Adventure of Ancient Man. Groenewegen en Frankfort verzorgden de introductie, "Myth and Reality", en de conclusie van het boek.
In 1948 kreeg Frankfort een aanstelling als directeur van het Warburg Institute, en het gezin verhuisde naar Engeland. Groenewegen publiceerde Arrest and Movement in 1951. Zij verbleef liever in Dorset dan in Londen, en het echtpaar groeide uit elkaar. Frankfort scheidde in 1952 van haar om te trouwen met Enriqueta Harris. Hoewel Groenewegen diep gekwetst was door de scheiding bleef ze met Frankfort samenwerken aan verdere publicaties, tot zijn dood in 1954. Daarna leidde ze een leven in afzondering en publiceerde nog maar zelden. In 1971 schreef ze samen met Bernard Ashmole een inleidend overzichtswerk over kunstgeschiedenis, Art of the Ancient World, waaraan zij de onderdelen over kunst uit het Oude Nabije Oosten bijdroeg.